# Космос-2121
Космос-2121 је један од преко 2400 совјетских вјештачких сателита лансираних у оквиру програма Космос.
Космос-2121 је лансиран са космодрома Плесецк, СССР, 17. јануара 1991. Ракета-носач Сојуз је поставила сателит у орбиту око планете Земље. Маса сателита при лансирању је износила 6300 килограма. Космос-2121 је био војни сателит за фотографску картографију.